# Železniční most (Hradec Králové)
Železniční most překonává svojí ocelovou konstrukcí Labe na trati č. 020 v Hradci Králové. Slouží nejen železniční dopravě, ale i jako pěší lávka, kde spojuje severní část Pražského Předměstí a Věkoše. Souběžně s ním vede po jižní (povodní) straně i potrubní most podobného vzhledu a provedení. 

## Historie
Původní železniční most byl na tomto místě (kde se říká „U Zabitého“) postaven v rámci stavby trati vedoucí z Velkého Oseku do Chocně již v roce 1874. Jednalo se o ocelový most o délce 50 m bez lávky pro pěší. V roce 1939 byl během 105 minut vyměněn za most současný. Podobně jako most Bailey Bridge v Malšovicích, i tento je slangově nazýván „železňák“.

## Fotogalerie

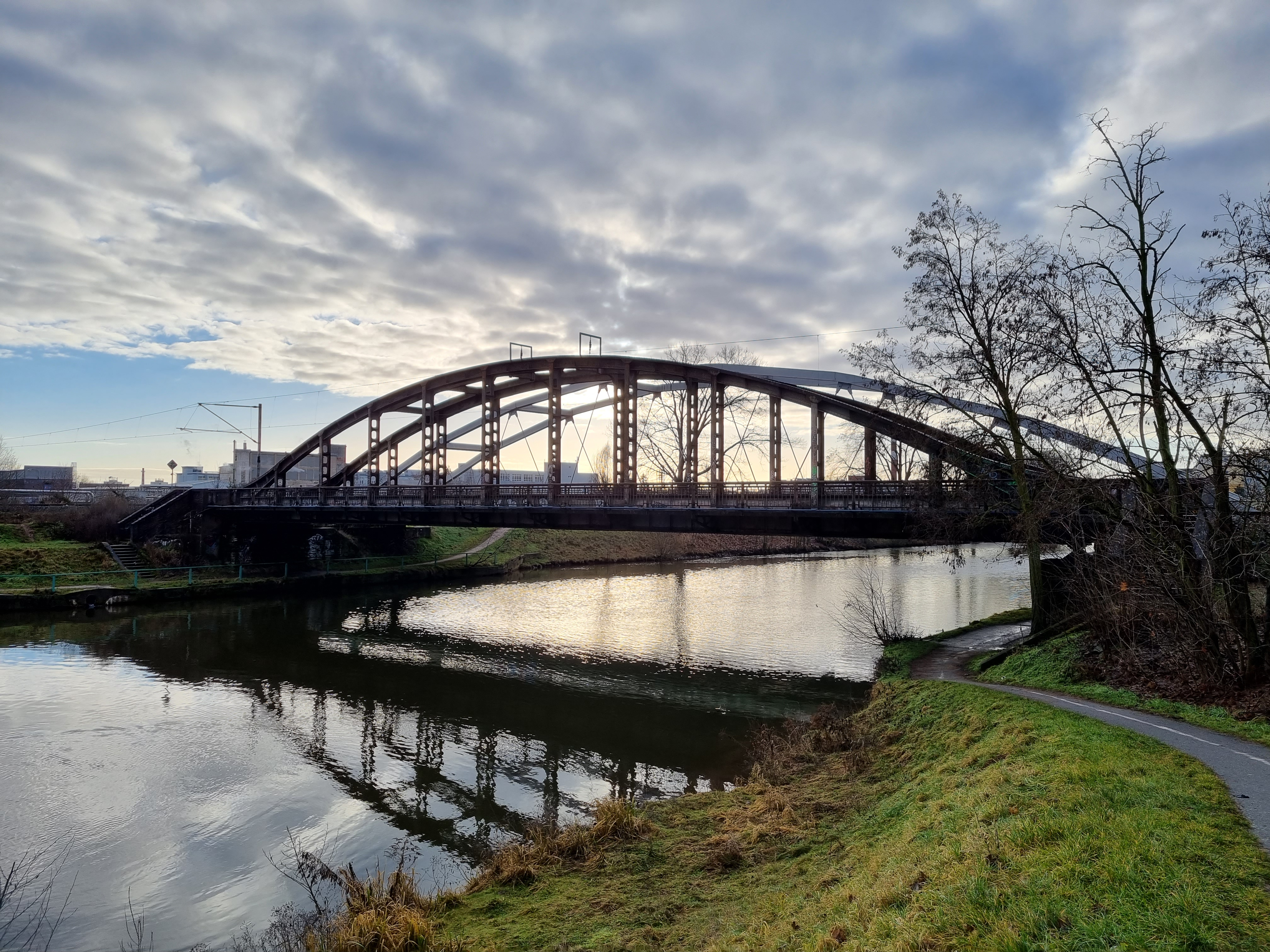
Železniční most v Hradci Králové
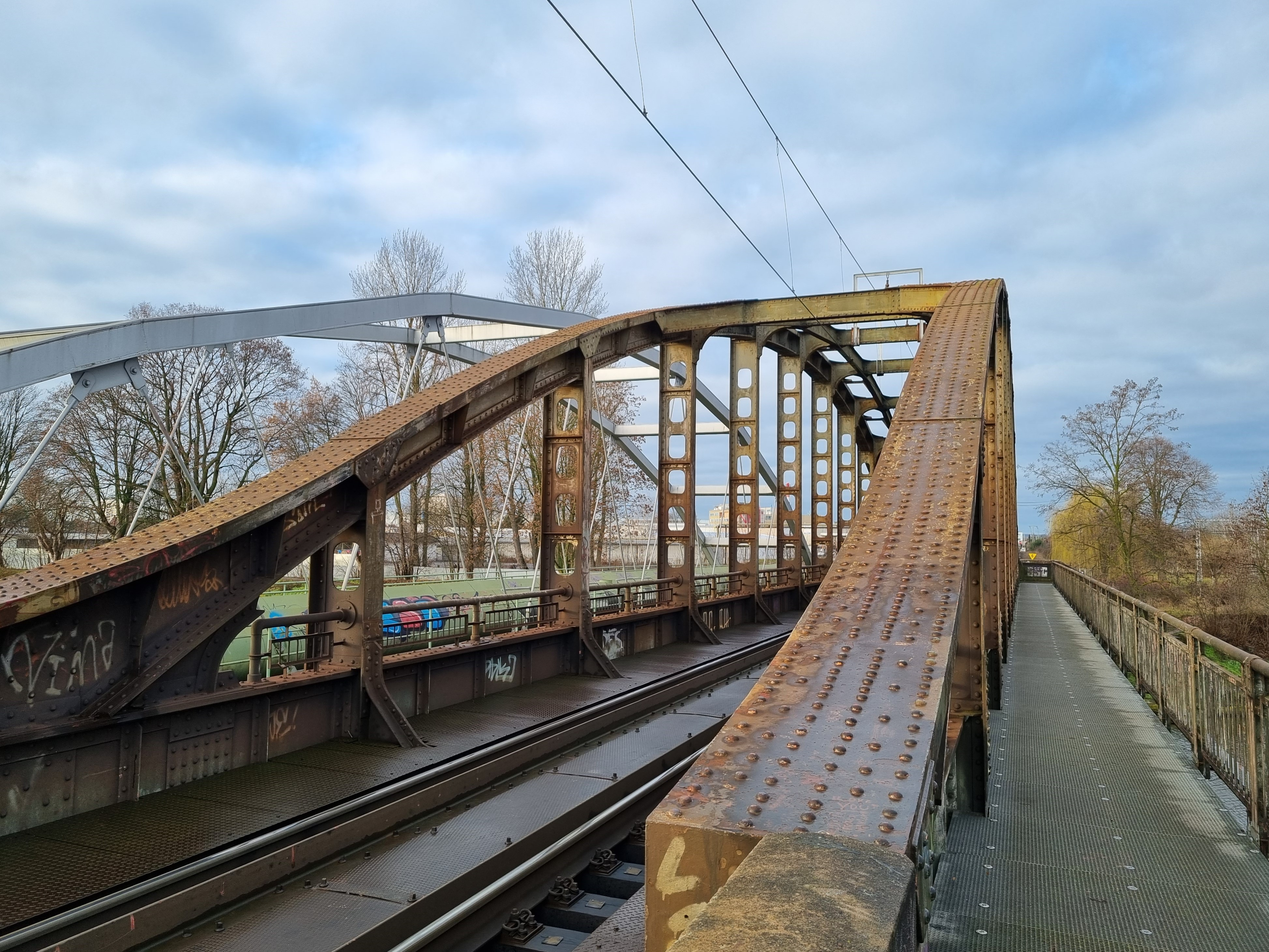
Pohled na koleje a průchod po železničním mostě
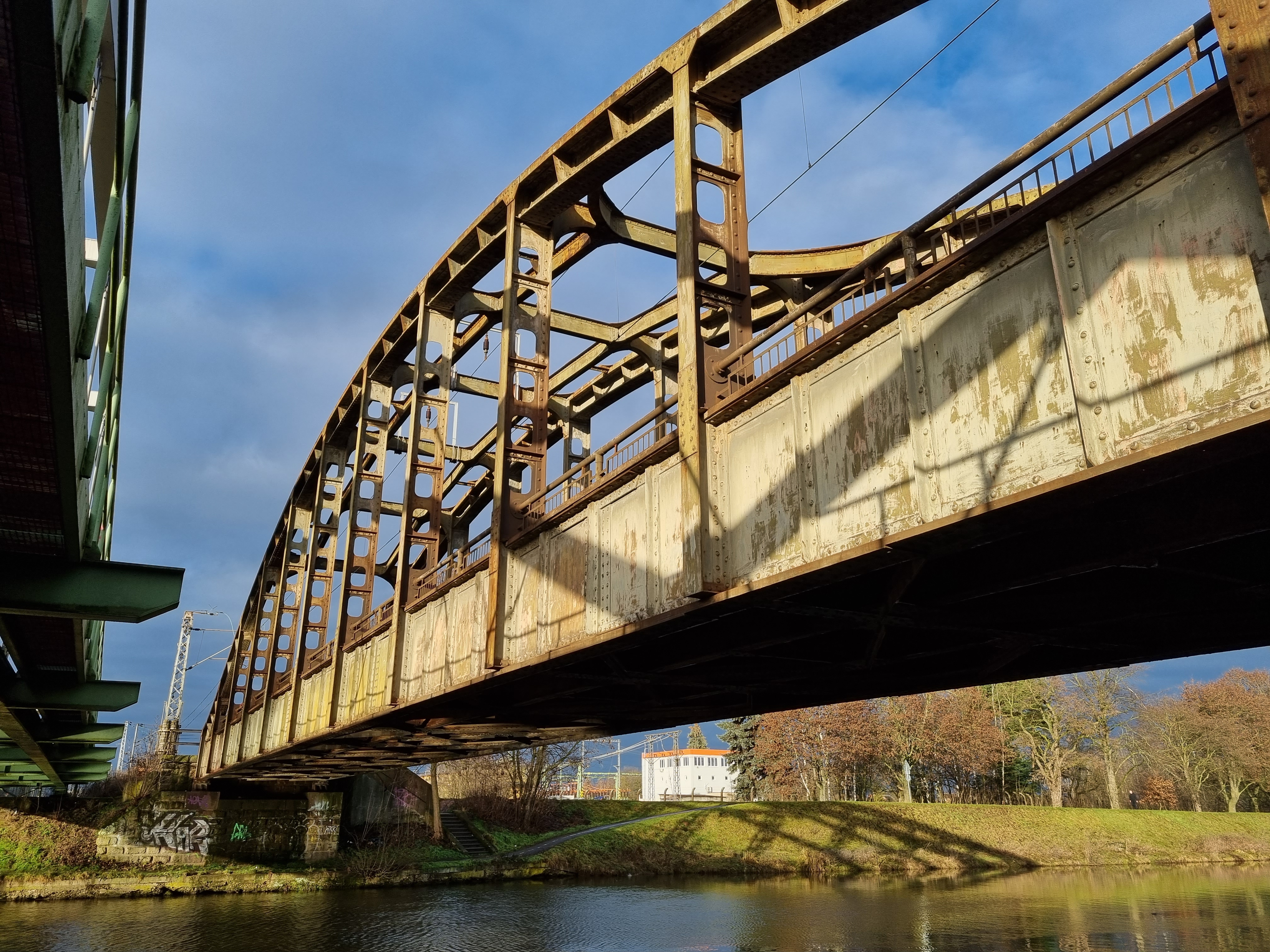
Spodní pohled na most z východního břehu
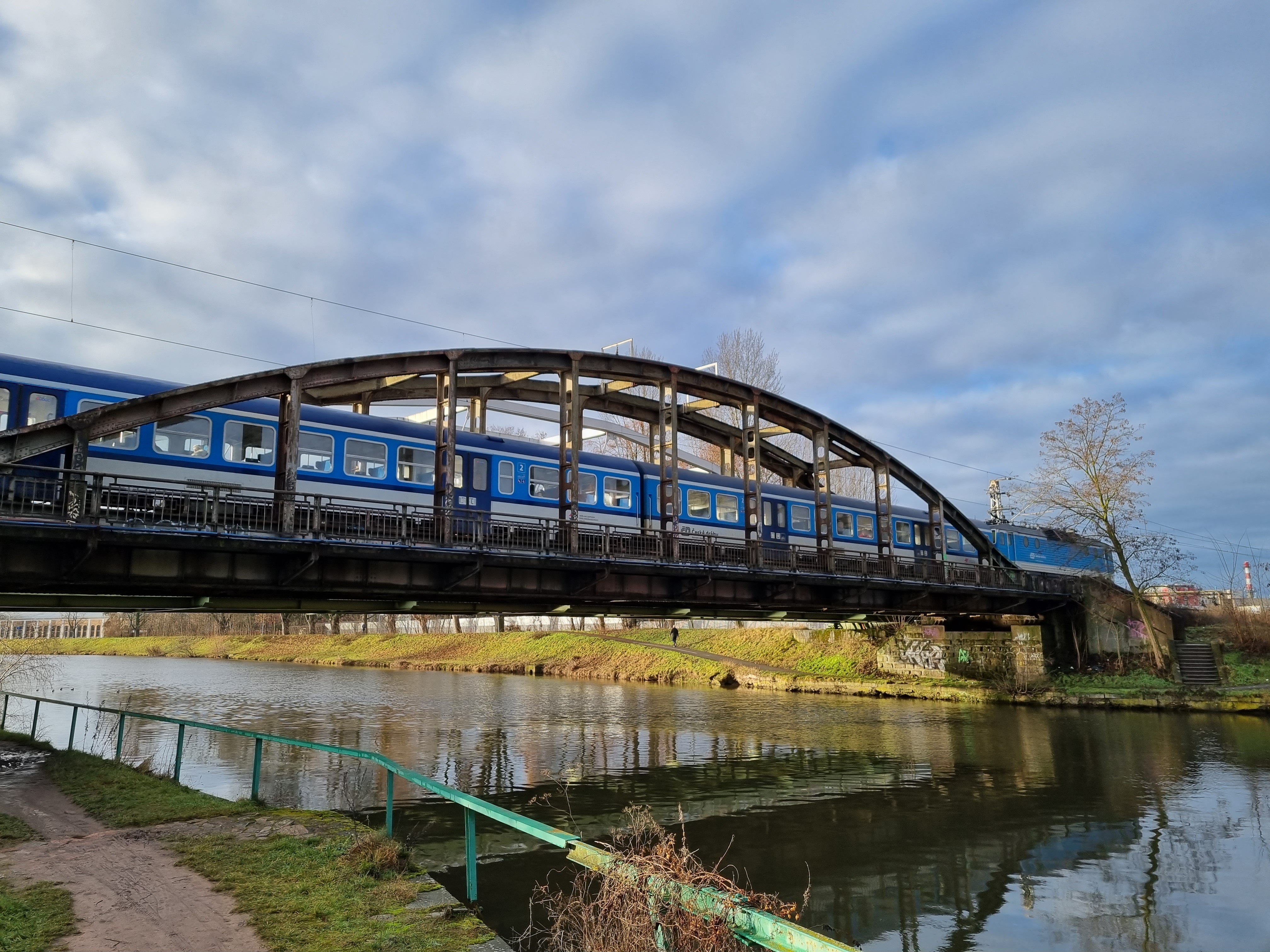
Most s projíždějícím vlakem ČD
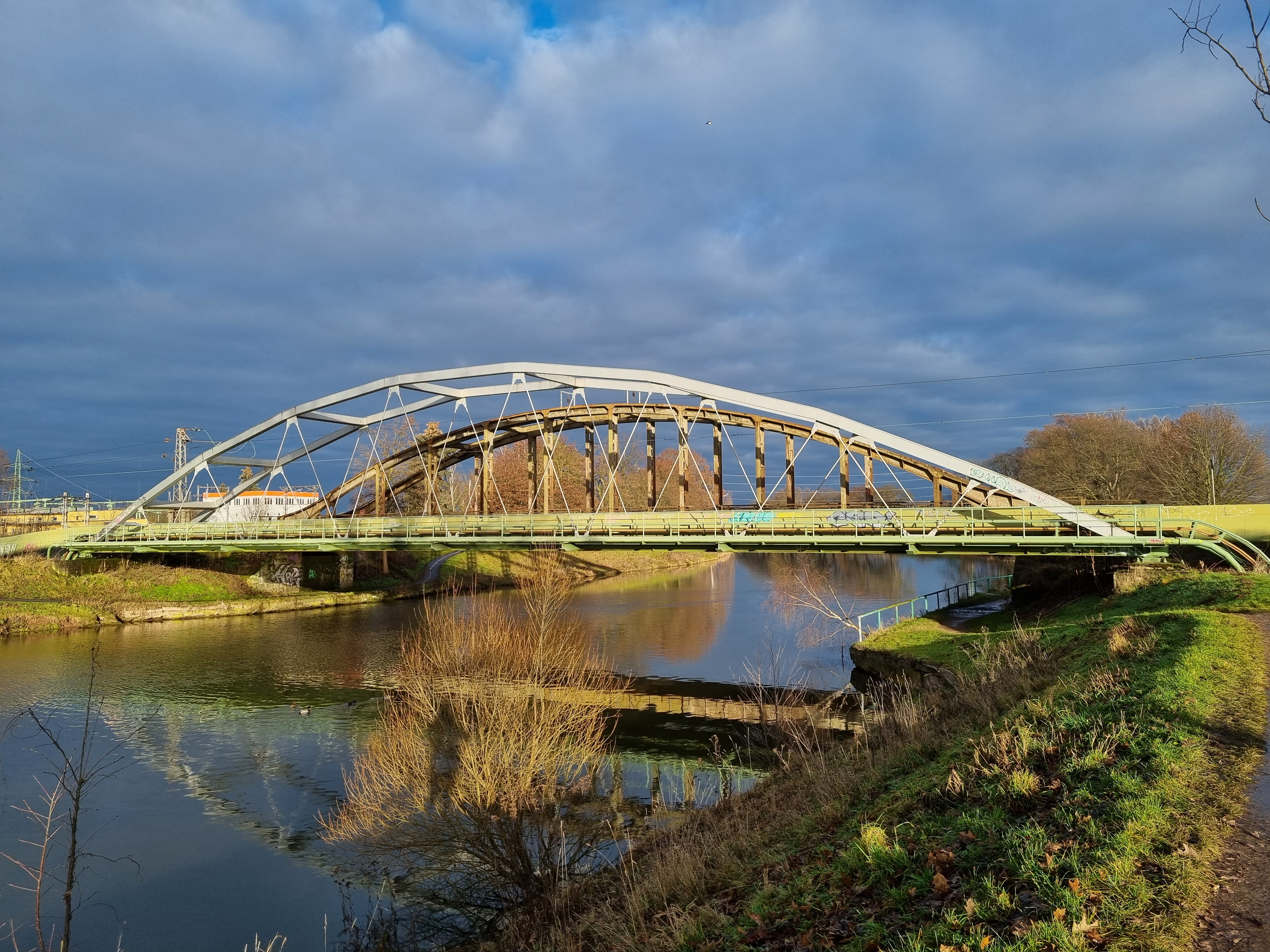
Lávka s potrubím při železničním mostě